# Бобрівка (річка)
Бобрівка — річка на північному заході Коломийського району, завдовжки 13 км. Впадає в річку Хоросна.
Річка Бобрівка — рівнинна, взимку замерзає, у повінь виходить з берегів. Водяться дрібні види риб.
Гирло між річками (потоками) Вібчий і Кобелець. Протікає біля сіл Сідлище й Голосків.
Належить до басейну річок Ворони, Бистриці й Дністра.
Назва походить від назви річкових тварин — бобрів, які тут водилися.